# Stanley-Cup-Playoffs 1968
Die Playoffs um den Stanley Cup des Jahres 1968 begannen am 4. April 1968 und endeten am 11. Mai 1968 mit dem 4:0-Sieg der Canadiens de Montréal über die St. Louis Blues. Die Canadiens gewannen somit ihren insgesamt 15. Titel der Franchise-Geschichte und zugleich dritten in den letzten vier Jahren. Die St. Louis Blues stellten in Person von Torhüter Glenn Hall allerdings den mit der Conn Smythe Trophy ausgezeichneten Most Valuable Player, der somit zum zweiten Spieler nach Roger Crozier (1966) wurde, der diese Ehrung erhält, obwohl sein Team im Endspiel unterlag. Unterdessen führte Bill Goldsworthy von den Minnesota North Stars die Scorerliste an, obwohl diese bereits im Halbfinale gescheitert waren.
Dies waren die ersten Playoffs nach der Expansion der Liga von sechs auf zwölf Teams zu Beginn der Spielzeit 1967/68, sodass ein neuer Modus etabliert wurde, in dem sich fortan acht statt vier Mannschaften für die post-season qualifizierten. Dabei war einem der sechs neuen Teams die Finalteilnahme garantiert, da diese innerhalb ihrer Division einen Sieger ausspielten, der dann im Endspiel gegen den besten Vertreter der Original Six antrat. Dieser Umstand hatte zur Folge, dass die St. Louis Blues auch in den beiden folgenden Jahren im Stanley-Cup-Finale gesweept wurden, bevor der Modus in den Playoffs 1971 angepasst wurde.
Darüber hinaus verpasste mit den Toronto Maple Leafs zum vierten Mal in der NHL-Historie ein amtierender Stanley-Cup-Sieger die folgenden Playoffs. Zuletzt war dies den Maple Leafs selbst im Jahre 1946 passiert. Außerdem qualifizierten sich die Boston Bruins erstmals seit 1959 wieder, sodass die zu diesem Zeitpunkt längste Negativserie von acht Saisons ohne Playoff-Teilnahme endete.

## Modus
Für die Playoffs qualifizierten sich die jeweils vier besten Teams der Eastern und der Western Division. Im Viertelfinale standen sich zuerst innerhalb einer jeden Division der Erste und der Dritte sowie der Zweite und der Vierte der Setzliste gegenüber. Die Halbfinals wurden dann ebenfalls innerhalb der Divisionen ausgetragen, sodass die beiden Divisionssieger das anschließende Stanley-Cup-Finale bestritten.
Alle Serien wurden dabei im Best-of-Seven-Modus ausgetragen, das heißt, dass ein Team vier Siege zum Weiterkommen benötigte. Das höher gesetzte Team hatte dabei in den ersten beiden Spielen Heimrecht, die nächsten beiden das gegnerische Team. Sollte bis dahin kein Sieger aus der Runde hervorgegangen sein, wechselte das Heimrecht von Spiel zu Spiel. So hatte die höher gesetzte Mannschaft in den Spielen 1, 2, 5 und 7, also vier der maximal sieben Spiele, einen Heimvorteil. Von diesem üblichen Modus wurde in diesem Endspiel allerdings abgewichen, so hatte in diesem Jahr das niedriger gesetzte Team zuerst Heimrecht.
Bei Spielen, die nach der regulären Spielzeit von 60 Minuten unentschieden blieben, folgte die Overtime. Sie endete durch das erste erzielte Tor (Sudden Death).

## Qualifizierte Teams
| Eastern Division - (E1) Canadiens de Montréal - (E2) New York Rangers - (E3) Boston Bruins - (E4) Chicago Black Hawks | Western Division - (W1) Philadelphia Flyers - (W2) Los Angeles Kings - (W3) St. Louis Blues - (W4) Minnesota North Stars |

## Playoff-Baum
| Viertelfinale | Viertelfinale         | Viertelfinale         |    |                       | Halbfinale | Halbfinale | Halbfinale |  |  | Stanley-Cup-Finale | Stanley-Cup-Finale | Stanley-Cup-Finale |
|               |                       |                       |    |                       |            |            |            |  |  |                    |                    |                    |
| E1            | Canadiens de Montréal | 4                     |    |                       |            |            |            |  |  |                    |                    |                    |
| E3            | Boston Bruins         | 0                     |    |                       |            |            |            |  |  |                    |                    |                    |
| E3            | Boston Bruins         | 0                     | E1 | Canadiens de Montréal | 4          |            |            |  |  |                    |                    |                    |
|               |                       |                       | E1 | Canadiens de Montréal | 4          |            |            |  |  |                    |                    |                    |
|               | E4                    | Chicago Black Hawks   | 1  |                       |            |            |            |  |  |                    |                    |                    |
| E2            | E4                    | Chicago Black Hawks   | 1  | New York Rangers      | 2          |            |            |  |  |                    |                    |                    |
| E2            |                       |                       |    | New York Rangers      | 2          |            |            |  |  |                    |                    |                    |
| E4            | Chicago Black Hawks   | 4                     |    |                       |            |            |            |  |  |                    |                    |                    |
| E4            | Chicago Black Hawks   | 4                     | E1 | Canadiens de Montréal | 4          |            |            |  |  |                    |                    |                    |
|               |                       |                       |    | Canadiens de Montréal | 4          |            |            |  |  |                    |                    |                    |
|               | W3                    | St. Louis Blues       | 0  |                       |            |            |            |  |  |                    |                    |                    |
| W1            | W3                    | St. Louis Blues       | 0  | Philadelphia Flyers   | 3          |            |            |  |  |                    |                    |                    |
| W1            |                       |                       |    | Philadelphia Flyers   | 3          |            |            |  |  |                    |                    |                    |
| W3            | St. Louis Blues       | 4                     |    |                       |            |            |            |  |  |                    |                    |                    |
| W3            | St. Louis Blues       | 4                     | W3 | St. Louis Blues       | 4          |            |            |  |  |                    |                    |                    |
|               |                       |                       | W3 | St. Louis Blues       | 4          |            |            |  |  |                    |                    |                    |
|               | W4                    | Minnesota North Stars | 3  |                       |            |            |            |  |  |                    |                    |                    |
| W2            | W4                    | Minnesota North Stars | 3  | Los Angeles Kings     | 3          |            |            |  |  |                    |                    |                    |
| W2            |                       |                       |    | Los Angeles Kings     | 3          |            |            |  |  |                    |                    |                    |
| W4            | Minnesota North Stars | 4                     |    |                       |            |            |            |  |  |                    |                    |                    |

## Viertelfinale

### (E1) Canadiens de Montréal – (E3) Boston Bruins
| 4. April 1968 | Canadiens de Montréal Henri Richard (14:08) Claude Provost (54:40) | 2:1 (1:1, 0:0, 1:0) Spielbericht Stand: 1:0 | Boston Bruins Ken Hodge (4:00) | Forum de Montréal, Montréal, Québec |

| 6. April 1968 | Canadiens de Montréal Jacques Lemaire (9:33) Jacques Laperrière (24:15) Jacques Lemaire (29:24) Dick Duff (50:24) Jean Béliveau (57:34) | 5:3 (1:1, 2:1, 2:1) Spielbericht Stand: 2:0 | Boston Bruins Ken Hodge (13:58) Ted Green (33:06) John McKenzie (50:47) | Forum de Montréal, Montréal, Québec |

| 9. April 1968 | Boston Bruins Ed Westfall (5:15) Tommy Williams (39:55) | 2:5 (1:1, 1:3, 0:1) Spielbericht Stand: 0:3 | Canadiens de Montréal Jean Béliveau (15:35) Claude Provost (27:39) Ralph Backstrom (28:41) John Ferguson (38:23) Dick Duff (48:23) | Boston Garden, Boston, Massachusetts |

| 11. April 1968 | Boston Bruins Ed Westfall (20:49) Ken Hodge (58:34) | 2:3 (0:0, 1:1, 1:2) Spielbericht Stand: 0:4 | Canadiens de Montréal Claude Larose (32:58) Claude Larose (47:20) Ralph Backstrom (56:33) | Boston Garden, Boston, Massachusetts Zuschauer: 14.398 |

### (E2) New York Rangers – (E4) Chicago Black Hawks
| 4. April 1968 | New York Rangers Orland Kurtenbach (11:22) Harry Howell (27:34) Rod Gilbert (41:36) | 3:1 (1:0, 1:0, 1:1) Spielbericht Stand: 1:0 | Chicago Black Hawks Pierre Pilote (52:27) | Madison Square Garden, New York City, New York Zuschauer: 17.250 |

| 9. April 1968 | New York Rangers Rod Gilbert (15:57) Don Marshall (52:40) | 2:1 (1:0, 0:1, 1:0) Spielbericht Stand: 2:0 | Chicago Black Hawks Bobby Hull (30:12) | Madison Square Garden, New York City, New York |

| 11. April 1968 | Chicago Black Hawks Pit Martin (11:35) Stan Mikita (28:48) Pit Martin (42:36) Stan Mikita (45:25) Dennis Hull (48:59) Doug Mohns (58:19) Gilles Marotte (59:42) | 7:4 (1:1, 1:2, 5:1) Spielbericht Stand: 1:2 | New York Rangers Vic Hadfield (16:47) Rod Gilbert (29:32) Rod Gilbert (29:38) Rod Seiling (53:22) | Chicago Stadium, Chicago, Illinois Zuschauer: 16.000 |

| 13. April 1968 | Chicago Black Hawks Kenny Wharram (15:33) Gilles Marotte (23:33) Chico Maki (48:24) | 3:1 (1:1, 1:0, 1:0) Spielbericht Stand: 2:2 | New York Rangers Ron Stewart (17:20) | Chicago Stadium, Chicago, Illinois Zuschauer: 16.000 |

| 14. April 1968 | New York Rangers Don Marshall (5:20) | 1:2 (1:1, 0:0, 0:1) Spielbericht Stand: 2:3 | Chicago Black Hawks Bobby Hull (16:14) Bobby Schmautz (56:46) | Madison Square Garden, New York City, New York Zuschauer: 17.250 |

| 16. April 1968 | Chicago Black Hawks Doug Jarrett (5:50) Chico Maki (39:25) Pit Martin (42:39) Stan Mikita (56:35) | 4:1 (1:0, 1:1, 2:0) Spielbericht Stand: 4:2 | New York Rangers Rod Gilbert (23:15) | Chicago Stadium, Chicago, Illinois Zuschauer: 16.666 |

### (W1) Philadelphia Flyers – (W3) St. Louis Blues
| 4. April 1968 | Philadelphia Flyers | 0:1 (0:0, 0:0, 0:1) Spielbericht Stand: 0:1 | St. Louis Blues Jim Roberts (54:13) | The Spectrum, Philadelphia, Pennsylvania Zuschauer: 10.469 |

| 6. April 1968 | Philadelphia Flyers Pat Hannigan (1:32) Don Blackburn (18:37) Claude LaForge (19:10) Léon Rochefort (46:51) | 4:3 (3:1, 0:2, 1:0) Spielbericht Stand: 1:1 | St. Louis Blues Dickie Moore (7:11) Don McKenney (24:22) Larry Keenan (25:46) | The Spectrum, Philadelphia, Pennsylvania Zuschauer: 11.111 |

| 10. April 1968 | St. Louis Blues Terry Crisp (22:54) Frank St. Marseille (47:38) Larry Keenan (84:10) | 3:2 n. V. (0:0, 1:1, 1:1, 0:0, 1:0) Spielbericht Stand: 2:1 | Philadelphia Flyers Jean Gauthier (37:35) Joe Watson (53:54) | St. Louis Arena, St. Louis, Missouri Zuschauer: 10.867 |

| 11. April 1968 | St. Louis Blues Bill McCreary (6:52) Red Berenson (13:29) Dickie Moore (36:55) Red Berenson (40:49) Barclay Plager (56:05) | 5:2 (2:1, 1:0, 2:1) Spielbericht Stand: 3:1 | Philadelphia Flyers André Lacroix (2:26) Don Blackburn (54:04) | St. Louis Arena, St. Louis, Missouri Zuschauer: 11.072 |

| 13. April 1968 | Philadelphia Flyers Léon Rochefort (9:01) Rosaire Paiement (13:18) Forbes Kennedy (15:52) Brit Selby (37:00) Rosaire Paiement (50:27) Rosaire Paiement (53:26) | 6:1 (3:0, 1:0, 2:1) Spielbericht Stand: 2:3 | St. Louis Blues Gerry Melnyk (51:05) | The Spectrum, Philadelphia, Pennsylvania Zuschauer: 10.587 |

| 16. April 1968 | St. Louis Blues Gerry Melnyk (18:06) | 1:2 n. V. (1:0, 0:0, 0:1, 0:0, 0:1) Spielbericht Stand: 3:3 | Philadelphia Flyers André Lacroix (59:45) Don Blackburn (91:18) | St. Louis Arena, St. Louis, Missouri Zuschauer: 13.738 |

| 18. April 1968 | Philadelphia Flyers Bill Sutherland (18:25) | 1:3 (1:1, 0:1, 0:1) Spielbericht Stand: 3:4 | St. Louis Blues Frank St. Marseille (7:38) Larry Keenan (30:45) Red Berenson (56:10) | The Spectrum, Philadelphia, Pennsylvania Zuschauer: 14.646 |

### (W2) Los Angeles Kings – (W4) Minnesota North Stars
| 4. April 1968 | Los Angeles Kings Eddie Joyal (39:55) Bill White (54:46) | 2:1 (0:0, 1:0, 1:1) Spielbericht Stand: 1:0 | Minnesota North Stars Dave Balon (43:54) | The Forum, Inglewood, Kalifornien Zuschauer: 6.847 |

| 6. April 1968 | Los Angeles Kings Lowell MacDonald (8:45) Eddie Joyal (38:12) | 2:0 (1:0, 1:0, 0:0) Spielbericht Stand: 2:0 | Minnesota North Stars | The Forum, Inglewood, Kalifornien Zuschauer: 8.144 |

| 9. April 1968 | Minnesota North Stars Bill Collins (5:51) Ray Cullen (15:48) Mike McMahon (17:34) Parker MacDonald (21:25) Wayne Connelly (36:56) Bill Collins (40:09) André Boudrias (57:50) | 7:5 (3:3, 2:0, 2:2) Spielbericht Stand: 1:2 | Los Angeles Kings Lowell MacDonald (12:44) Lowell MacDonald (13:56) Howie Hughes (15:19) Ted Irvine (43:23) Doug Robinson (44:15) | Metropolitan Sports Center, Bloomington, Minnesota Zuschauer: 6.797 |

| 11. April 1968 | Minnesota North Stars Ray Cullen (11:30) Mike McMahon (26:31) Dave Balon (29:27) | 3:2 (1:2, 2:0, 0:0) Spielbericht Stand: 2:2 | Los Angeles Kings Bill Flett (3:37) Bill White (4:45) | Metropolitan Sports Center, Bloomington, Minnesota Zuschauer: 8.843 |

| 13. April 1968 | Los Angeles Kings Gord Labossiere (2:14) Gord Labossiere (2:29) Eddie Joyal (32:23) | 3:2 (2:0, 1:0, 0:2) Spielbericht Stand: 3:2 | Minnesota North Stars Wayne Connelly (47:15) Wayne Connelly (54:55) | The Forum, Inglewood, Kalifornien Zuschauer: 10.685 |

| 16. April 1968 | Minnesota North Stars Mike McMahon (8:05) Bill Goldsworthy (47:23) Bob McCord (56:39) Milan Marcetta (69:11) | 4:3 n. V. (1:1, 0:2, 2:0, 1:0) Spielbericht Stand: 3:3 | Los Angeles Kings Doug Robinson (11:12) Réal Lemieux (21:37) Howie Hughes (24:20) | Metropolitan Sports Center, Bloomington, Minnesota Zuschauer: 8.308 |

| 18. April 1968 | Los Angeles Kings Doug Robinson (2:51) Eddie Joyal (25:12) Poul Popiel (36:45) Doug Robinson (59:36) | 4:9 (1:3, 2:5, 1:1) Spielbericht Stand: 3:4 | Minnesota North Stars Parker MacDonald (2:24) Wayne Connelly (8:05) Bill Goldsworthy (16:25) Milan Marcetta (28:45) Parker MacDonald (31:58) Milan Marcetta (32:49) Dave Balon (35:58) André Boudrias (36:12) Bill Goldsworthy (49:07) | The Forum, Inglewood, Kalifornien Zuschauer: 11.214 |

## Halbfinale

### (E1) Canadiens de Montréal – (E4) Chicago Black Hawks
| 18. April 1968 | Canadiens de Montréal Ralph Backstrom (6:37) Yvan Cournoyer (7:31) John Ferguson (9:24) Yvan Cournoyer (35:26) John Ferguson (40:10) Gilles Tremblay (41:28) Jacques Lemaire (47:08) Jean Béliveau (56:03) Claude Larose (57:50) | 9:2 (3:0, 1:0, 5:2) Spielbericht Stand: 1:0 | Chicago Black Hawks Doug Jarrett (50:20) Gilles Marotte (51:26) | Forum de Montréal, Montréal, Québec |

| 20. April 1968 | Canadiens de Montréal Jean Béliveau (10:58) Jean Béliveau (30:04) Jacques Lemaire (35:41) Jean Béliveau (37:57) | 4:1 (1:1, 3:0, 0:0) Spielbericht Stand: 2:0 | Chicago Black Hawks Stan Mikita (5:03) | Forum de Montréal, Montréal, Québec Zuschauer: 15.114 |

| 23. April 1968 | Chicago Black Hawks Doug Jarrett (15:25) Doug Jarrett (30:35) | 2:4 (1:1, 1:3, 0:0) Spielbericht Stand: 0:3 | Canadiens de Montréal Jean Béliveau (0:39) Yvan Cournoyer (22:39) Yvan Cournoyer (26:11) J. C. Tremblay (32:05) | Chicago Stadium, Chicago, Illinois Zuschauer: 16.666 |

| 25. April 1968 | Chicago Black Hawks Bobby Hull (8:57) Bobby Hull (26:50) | 2:1 (1:0, 1:1, 0:0) Spielbericht Stand: 1:3 | Canadiens de Montréal Henri Richard (23:37) | Chicago Stadium, Chicago, Illinois |

| 28. April 1968 | Canadiens de Montréal Bobby Rousseau (8:10) J. C. Tremblay (31:15) Jacques Lemaire (46:38) Jacques Lemaire (62:14) | 4:3 n. V. (1:0, 1:1, 1:2, 1:0) Spielbericht Stand: 4:1 | Chicago Black Hawks Bobby Schmautz (29:59) Stan Mikita (41:23) Wayne Maki (48:14) | Forum de Montréal, Montréal, Québec Zuschauer: 15.436 |

### (W3) St. Louis Blues – (W4) Minnesota North Stars
| 21. April 1968 | St. Louis Blues Tim Ecclestone (14:27) Frank St. Marseille (29:31) Dickie Moore (30:05) Bill McCreary (32:36) Larry Keenan (54:08) | 5:3 (1:1, 3:2, 1:0) Spielbericht Stand: 1:0 | Minnesota North Stars Milan Marcetta (7:49) Wayne Connelly (20:49) Wayne Connelly (35:41) | St. Louis Arena, St. Louis, Missouri Zuschauer: 11.117 |

| 22. April 1968 | Minnesota North Stars Milan Marcetta (42:12) Bill Goldsworthy (47:00) Parker MacDonald (63:41) | 3:2 n. V. (0:1, 0:0, 2:1, 1:0) Spielbericht Stand: 1:1 | St. Louis Blues Jim Roberts (12:28) Frank St. Marseille (44:58) | Metropolitan Sports Center, Bloomington, Minnesota Zuschauer: 9.776 |

| 25. April 1968 | St. Louis Blues Dickie Moore (24:53) | 1:5 (0:3, 1:1, 0:1) Spielbericht Stand: 1:2 | Minnesota North Stars Milan Marcetta (9:38) Bill Goldsworthy (13:00) Jean-Paul Parisé (19:01) Bill Goldsworthy (36:33) Dave Balon (40:09) | St. Louis Arena, St. Louis, Missouri |

| 27. April 1968 | St. Louis Blues Jim Roberts (51:57) Dickie Moore (52:57) Jim Roberts (59:49) Gary Sabourin (61:32) | 4:3 n. V. (0:2, 0:1, 3:0, 1:0) Spielbericht Stand: 2:2 | Minnesota North Stars Walt McKechnie (4:42) Jean-Paul Parisé (14:40) Wayne Connelly (39:37) | St. Louis Arena, St. Louis, Missouri Zuschauer: 12.991 |

| 29. April 1968 | St. Louis Blues Bob Plager (1:53) Gary Sabourin (10:44) Bill McCreary (77:27) | 3:2 n. V. (2:1, 0:1, 0:0, 1:0) Spielbericht Stand: 3:2 | Minnesota North Stars Walt McKechnie (5:39) Bob McCord (26:31) | St. Louis Arena, St. Louis, Missouri Zuschauer: 11.931 |

| 1. Mai 1968 | Minnesota North Stars Wayne Connelly (5:28) André Boudrias (10:54) Bill Goldsworthy (26:34) Bill Goldsworthy (37:16) Milan Marcetta (49:52) | 5:1 (2:0, 2:1, 1:0) Spielbericht Stand: 3:3 | St. Louis Blues Gary Sabourin (33:53) | Metropolitan Sports Center, Bloomington, Minnesota Zuschauer: 15.172 |

| 3. Mai 1968 | St. Louis Blues Dickie Moore (57:20) Ron Schock (82:50) | 2:1 n. V. (0:0, 0:0, 1:1, 0:0, 1:0) Spielbericht Stand: 4:3 | Minnesota North Stars Walt McKechnie (56:49) | St. Louis Arena, St. Louis, Missouri Zuschauer: 15.566 |

## Stanley-Cup-Finale

### (E1) Canadiens de Montréal – (W3) St. Louis Blues
| 5. Mai 1968 | St. Louis Blues Barclay Plager (9:19) Dickie Moore (28:16) | 2:3 n. V. (1:1, 1:1, 0:0, 0:1) Spielbericht Stand: 0:1 | Canadiens de Montréal Henri Richard (9:42) Yvan Cournoyer (38:14) Jacques Lemaire (61:41) | St. Louis Arena, St. Louis, Missouri Zuschauer: 10.231 |

| 7. Mai 1968 | St. Louis Blues | 0:1 (0:0, 0:0, 0:1) Spielbericht Stand: 0:2 | Canadiens de Montréal Serge Savard (42:17) | St. Louis Arena, St. Louis, Missouri Zuschauer: 16.177 |

| 9. Mai 1968 | Canadiens de Montréal Yvan Cournoyer (14:24) Serge Savard (21:23) Ralph Backstrom (51:43) Bobby Rousseau (61:13) | 4:3 n. V. (1:1, 1:1, 1:1, 1:0) Spielbericht Stand: 3:0 | St. Louis Blues Frank St. Marseille (10:22) Red Berenson (23:37) Red Berenson (57:25) | Forum de Montréal, Montréal, Québec Zuschauer: 14.559 |

| 11. Mai 1968 | Canadiens de Montréal Dick Duff (16:47) Henri Richard (47:24) J. C. Tremblay (51:40) | 3:2 (1:0, 0:2, 2:0) Spielbericht Stand: 4:0 | St. Louis Blues Craig Cameron (26:53) Gary Sabourin (27:50) | Forum de Montréal, Montréal, Québec Zuschauer: 15.506 |

### Stanley-Cup-Sieger
| Stanley-Cup-Sieger Canadiens de Montréal | Torhüter: Rogatien Vachon, Ernie Wakely, Gump Worsley Verteidiger: Terry Harper, Ted Harris, Jacques Laperrière, Serge Savard, J. C. Tremblay, Carol Vadnais Angreifer: Ralph Backstrom, Jean Béliveau (C), Yvan Cournoyer, Dick Duff, John Ferguson, Danny Grant, Claude Larose, Jacques Lemaire, Claude Provost, Henri Richard, Mickey Redmond, Bobby Rousseau, Gilles Tremblay Cheftrainer: Toe Blake General Manager: Sam Pollock |

## Beste Scorer
Abkürzungen: GP = Spiele, G = Tore, A = Assists, Pts = Punkte, +/− = Plus/Minus, PIM = Strafminuten; Fett: Bestwert
| Spieler             | Team      | GP | G | A | Pts | +/− | PIM |
| ------------------- | --------- | -- | - | - | --- | --- | --- |
| Bill Goldsworthy    | Minnesota | 14 | 8 | 7 | 15  | +2  | 12  |
| Milan Marcetta      | Minnesota | 14 | 7 | 7 | 14  | ±0  | 4   |
| Dickie Moore        | St. Louis | 18 | 7 | 7 | 14  | −1  | 15  |
| Yvan Cournoyer      | Montréal  | 13 | 6 | 8 | 14  | +5  | 4   |
| Jacques Lemaire     | Montréal  | 13 | 7 | 6 | 13  | +5  | 8   |
| Frank St. Marseille | St. Louis | 18 | 5 | 8 | 13  | +2  | 0   |
| Dave Balon          | Minnesota | 14 | 4 | 9 | 13  | +4  | 14  |
| Stan Mikita         | Chicago   | 11 | 5 | 7 | 12  | −2  | 6   |
| Wayne Connelly      | Minnesota | 14 | 8 | 3 | 11  | −1  | 2   |
| Jean Béliveau       | Montréal  | 10 | 7 | 4 | 11  | +4  | 6   |

Die beste Plus/Minus-Statistik erreichte J. C. Tremblay von den Canadiens de Montréal mit einem Wert von +14.

## Beste Torhüter
Die kombinierte Tabelle zeigt die jeweils drei besten Torhüter in den Kategorien Gegentorschnitt und Fangquote sowie die jeweils Führenden in den Kategorien Shutouts und Siege.
Abkürzungen: GP = Spiele, Min = Eiszeit (in Minuten), W = Siege, L = Niederlagen, GA = Gegentore, SO = Shutouts, Sv% = gehaltene Schüsse (in %), GAA = Gegentorschnitt; Fett: Bestwert; Sortiert nach Gegentorschnitt.
Erfasst werden nur Torhüter mit 180 absolvierten Spielminuten.
| Spieler        | Team         | GP | Min     | W  | L  | GA | SO | Sv%  | GAA  |
| -------------- | ------------ | -- | ------- | -- | -- | -- | -- | ---- | ---- |
| Bernie Parent  | Philadelphia | 5  | 353:33  | 2  | 3  | 8  | 0  | 96,2 | 1,35 |
| Gump Worsley   | Montréal     | 12 | 671:48  | 11 | 0  | 21 | 1  | 93,0 | 1,87 |
| Glenn Hall     | St. Louis    | 18 | 1108:12 | 8  | 10 | 45 | 1  | 91,6 | 2,43 |
| Cesare Maniago | Minnesota    | 14 | 893:21  | 7  | 7  | 39 | 0  | 91,8 | 2,61 |
| Terry Sawchuk  | Los Angeles  | 5  | 279:44  | 2  | 2  | 18 | 1  | 87,1 | 3,86 |